# Hunger (1974)
Hunger ist ein kanadischer Animationsfilm aus dem Jahre 1974. Er war einer der ersten computeranimierten Filme.

## Inhalt
Ein Mann arbeitet im Büro und isst nebenbei ein paar Kleinigkeiten. Nach Büroschluss fährt er zum Supermarkt und kauft eine Unmenge von Waren ein. Danach fährt er zu einem Restaurant und bestellt sich große Mengen von Speisen und isst alles. Dabei bekommt er unzählige Münder und Arme. Als er daheim ist, legt er sich ins Bett und bekommt Bauchweh. Er nimmt Medikamente und legt sich wieder nieder. Plötzlich fängt er an zu fallen und landet inmitten lauter abgemagerter Kinder, die anfangen, ihn zu essen.

## Auszeichnungen
- Internationale Filmfestspiele von Cannes 1974: Preis der Jury Kategorie Kurzfilm
- Kurzfilmfestival und Video Yorkton – Kanada, 1975: Goldene Garbe für den besten Animationsfilm
- International Animation Festival, New York, 1975: Praxinoscope Gold
- Internationales Festival des Animationsfilms BAPHA, Varna – Bulgarien, 1975: Sonderpreis – Kategorie: Filme kurzer und mittlerer Länge
- International Film Festival, Melbourne – Australien, 1975
- Itinérant – American Film and Video Festival, New York – USA, 1975: Preis Blue Ribbon – Kategorie: Internationale Angelegenheiten
- BAFTA / British Academy of Film & Television Awards, London – England, 1975: Bester Animationsfilm
- Internationales Filmfestival Chicago – USA, 1974
- Internationale Film-, Nairobi – Kenia, 1974: Impala Gold für den besten Kurzfilm
- Internationale Woche der Film in Farbe, Barcelona – Spanien, 1974: Goldmedaille
- Internationales Filmfestival Edinburgh – Schottland, 1974